# Evangelische Kirche (Neuenbrunslar)

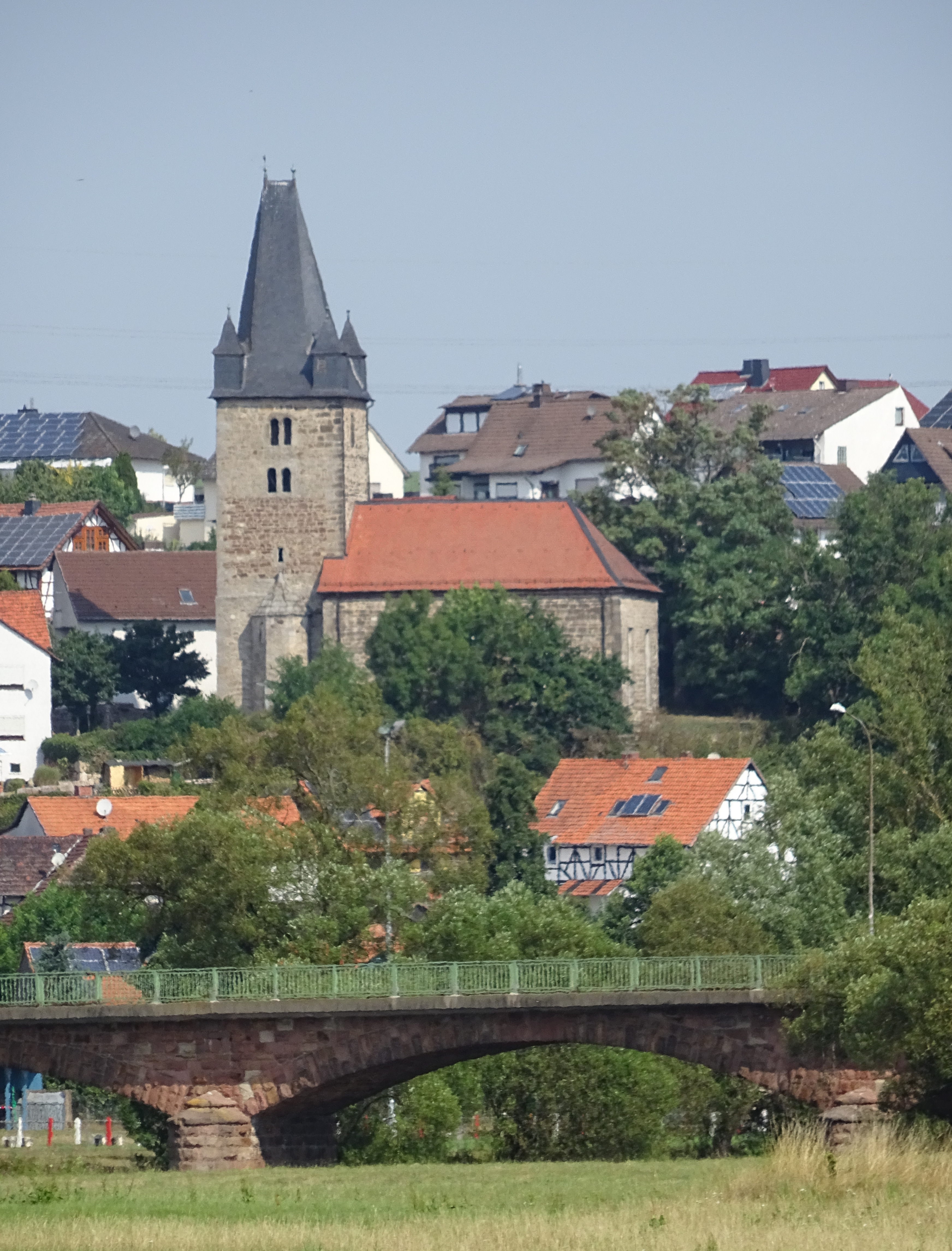
Evangelische Kirche in Neuenbrunslar

Die evangelische Kirche Neuenbrunslar ist ein denkmalgeschütztes Kirchengebäude im Stadtteil Neuenbrunslar von  Felsberg im Schwalm-Eder-Kreis in Hessen. Die Kirchengemeinde gehört zum Kirchenkreis Schwalm-Eder im Sprengel Marburg der Evangelischen Kirche von Kurhessen-Waldeck.

## Beschreibung
An den fünfgeschossigen Turm einer ehemaligen Wehrkirche wurde 1820 das klassizistische Kirchenschiff neu angebaut, weil das alte baufällig war. Die beiden unteren Geschosse des Kirchturms wurden vor 1351 errichtet. Aus dieser Zeit stammen auch der Treppenturm zum ersten Obergeschoss an der Südseite und das Kreuzgratgewölbe im Erdgeschoss. Die oberen Geschosse haben als Biforien gestaltete Klangarkaden, hinter denen sich der Glockenstuhl befindet. Von den beiden Kirchenglocken aus dem 16. Jahrhundert ist nur noch eine vorhanden. Die zweite Glocke wurde im Jahre 1942 eingeschmolzen. Das schiefergedeckte, steile Walmdach wurde dem Turm zwischen 1442 und 1446 aufgesetzt. Die Wichhäuschen, die ihn an den Ecken flankieren, entstanden erst im 16. Jahrhundert. Außer dem spitzbogigen Portal im Turm findet sich ein weiteres an der Südseite des Kirchenschiffs.
Der Innenraum des Kirchenschiffs hat Emporen an drei Seiten. Zur Kirchenausstattung gehören die Kanzel, die sich über dem Altar befindet, und das achteckige, mit Maßwerk verzierte Taufbecken aus dem 16. Jahrhundert. Die Orgel mit zwölf Registern, von denen nur noch sieben erhalten sind, einem Manual und Pedal wurde 1837 von Eobanus Friedrich Krebaum gebaut.